# Nena amb préssecs
Nena amb préssecs (en rus, Девочка с персиками, Devojka s Persikami) és un quadre del pintor rus impressionista Valentín Serov considerat una de les seves principals obres, aclamada com a “obra mestra” de l'art rus pel seu biògraf i amic, l'historiador d'art rus Igor Grabar.

## Descripció
La nena de 12 anys que hi surt és la Vera Mamontova, filla del mecenes rus Savva Mamontov. El quadre va ser pintat a Abrámtsevo, una finca prop de Moscou que gràcies a l'escriptor Serguéi Aksákov s'havia convertit en un important centre cultural.
Mamontov la va comprar l'any 1870 i va continuar la tradició. Valentín Serov coneixia la Vera des de bebè, doncs com altres artistes, freqüentava la finca. La model, Vera Mamontova, també va ser pintada per Víktor Vasnetsov a "Noia amb branca d'auró" (1896).
L'any 1887, el quadre va guanyar el primer premi en una exposició moscovita d'amants de l'art, i es va popularitzar de nou l'any 2016, en fer-se servir com un mem d'internet.